# Riveroinidae
Riveroinidae es una familia de foraminíferos bentónicos de la superfamilia Milioloidea, del suborden Miliolina y del orden Miliolida. Su rango cronoestratigráfico abarca desde el Oligoceno hasta la Actualidad.

## Clasificación
Riveroinidae incluye a las siguientes subfamilias y géneros:
- Pseudohauerina
- Pseudohauerinella
- Riveroina

Otro género considerado en Riveroinidae es:
- Malatyna